# De Havilland Canada DHC-6 Twin Otter

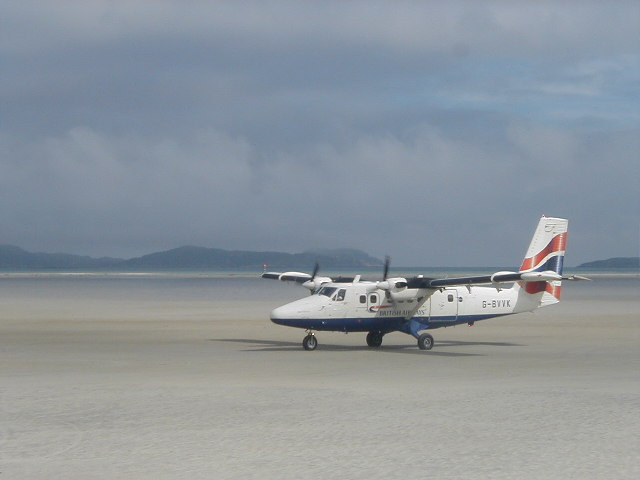
Un DHC-6 Twin Otter della compagnia aerea scozzese Loganair esibisce la livrea della British Airways all'aeroporto di Barra, nelle Ebridi Esterne, Scozia.

Il De Havilland Canada DHC-6 Twin Otter (attualmente prodotto e commercializzato dalla Viking Air) è un aereo bimotore turboelica plurimpiego, prodotto dall'azienda canadese de Havilland Canada a partire dalla metà degli anni sessanta.  
La robustezza e le capacità STOL hanno reso l'aereo popolare per il trasporto di merci e passeggeri da e per destinazioni particolarmente impervie, oltre che per operazioni di sorveglianza, di ricerca e salvataggio e di evacuazione medica.

## Storia

### Sviluppo
Annunciato dalla de Havilland Canada nel 1964 e sviluppato dal monomotore de Havilland DHC-3 Otter con motore alternativo, il prototipo del trasporto STOL a 20 posti DHC-6 Twin Otter, era capace anche di portare 9 pazienti oppure 1.959 kg di carico.
Il motore utilizzato nei primi tre esemplari era il turboelica Pratt & Whitney Canada PT6A da 432 kW, ma già dal quarto esemplare e per la serie 100, entrata in servizio nel 1966, si optò per il Pratt & Whitney Canada PT6A-20.
Nell'aprile del 1966 venne proposta la serie 200, versione migliorata con un muso più allungato e capacità di carico maggiori, successivamente la serie 300, con motori a turboelica Pratt & Whitney Canada PT6A-27 è stata la versione più diffusa, consentiva un peso massimo al decollo maggiore di 454 kg rispetto alla versione precedente, aveva quindi 20 posti passeggeri ed in alcune versioni speciali poteva essere attrezzato con un pod ventrale per il trasporto merci oppure per caricare acqua nel caso di utilizzo come mezzo antincendio.
Nel 1982 la de Havilland Canada propose la versione militare del Twin Otter, la 300M, modificata per il trasporto truppe e armamenti e anche una versione marittima, la 300MR, dotata di radar di ricerca. Di quest'ultima, l'unico aereo fu fornito al Senegal.
La produzione ha avuto termine nel dicembre 1988 con la consegna dell'844º esemplare. Il Twin Otter è stato fornito a 80 paesi nel mondo. Attualmente la produzione è ripresa da parte della canadese Viking Air Ltd: il primo volo è avvenuto nel 2008 e nel 2010 la produzione in serie.

### Impiego operativo
Il Twin Otter si è dimostrato estremamente versatile, operando con ruote, sci e galleggianti in vari ruoli, dalle operazioni su linee aeree di terzo livello al trasporto merci, alla sorveglianza marittima, alla ricerca e soccorso e all'esplorazione polare.
Destinato principalmente ad uso civile, il Twin Otter ha comunque visto largo uso con forze aeree e agenzie governative
Nel 2016 un Twin Otter opportunamente modificato e sovraccarico di carburante effettuò una trasvolata nella notte antartica volando da Rothera fino al Polo Sud e ritorno per evacuare due persone gravemente malate; il volo, di oltre 2.400 chilometri e ritorno, il doppio dell'autonomia nominale, venne svolto nel buio assoluto con temperature fino a -60°.

## Versioni
- DHC-6 Twin Otter

Versione base dei primi tre esemplari, con turboeliche Pratt & Whitney Canada PT6A.
- DHC-6 Twin Otter 100

Costruito in 115 esemplari, con turboeliche Pratt & Whitney Canada PT6A-20 da 432 kW (587 CV) nel luglio del 1966.
- DHC-6 Twin Otter 200

Costruito anch'esso in 115 esemplari, migliorati per l'aumentata capacità di carico e con un muso più lungo, apparve nell'aprile del 1968.
- DHC-6 Twin Otter 300

Con peso totale maggiorato di 455 kg e motori più potenti Pratt & Whitney Canada PT6A-27, apparve un anno dopo la versione 200.
- DHC-6 Twin Otter 300M

Versione militare.
- DHC-6 Twin Otter 300MR

Versione per ricerche in mare.
- DHC-6 Twin Otter 300S

Sei aeromobili dotati di 11 posti a sedere, una migliore capacità antiscivolo, sistema di frenatura e spoiler alare, costruiti nel 1973, in servizio di collegamento tra il centro di transito STOL degli aeroporti di Montréal e Ottawa.
- DHC-6 Twin Otter UV-18A

Due esemplari della serie 300 consegnati ottobre 1976 alla US Army National Guard Alaska, seguiti da altri quattro nel 1979 e 1982. Operativi su ruote, galleggianti o sci sono stati utilizzati per voli all'interno dell'Alaska.
- DHC-6 Twin Otter UV-18B

Due esemplari della serie 300 consegnati alla US Air Force Academy nel 1977 e utilizzati per attività di paracadutismo sportivo.
- DHC-6 Twin Otter 400

Versione aggiornata prodotta dalla Viking Air a partire dagli anni 2000, equipaggiata con nuovi motori PT6A-34/35 e avioniche aggiornate interamente su display.

## Utilizzatori

### Civili
(lista parziale)
 Antigua e Barbuda
- Carib Aviation

 Canada
- Adlair Aviation
- Air Inuit
- Air Labrador
- Air Tindi
- Airtransat
- Kenn Borek Air
- NorOntair
- North-Wright Airways
- Transwest Air
- West Coast Air
- Nakina Air Services Ltd

 Cile
- Aerovías DAP

 Cina
- China Flying Dragon Aviation

 Colombia
- Aerolinea de Antioquia (ADA)

 Costa Rica
- Nature Air

 Croazia
- European Coastal Airlines

 Etiopia
- Ethiopian Airlines[2]

 Filippine
- Island Aviation

2 DHC-6-400 ordinati il 20 dicembre 2022.
 Finlandia
- Kar-Air
- Malmilento

 Francia
- Air Alpes

 Grecia
- AirSea Lines

 Groenlandia
- Air Greenland

 Guadalupa
- Air Antilles Express

 Indonesia
- Airfast Indonesia
- Aviastar Mandiri
- Merpati Nusantara Airlines
- Pegasus Air Services

1 DHC-6-400 ordinato a luglio 2024, più ulteriori 4 DHC-6 in organico alla stessa data.
 Islanda
- Air Iceland

 Isole Cayman
- Cayman Airways

 Isole Salomone
- Solomon Airlines

 Italia
- Aeralpi

 Kenya
- Air Kenya

 Madagascar
- Air Madagascar

 Malaysia
- MASWings subsidiary of Malaysia Airlines

 Maldive
- Maldivian Air Taxi
- Trans Maldivian Airways

64 DHC-6 in servizio al novembre del 2023.
 Nepal
- Nepal Airlines
- Yeti Airlines

 Norvegia
- Widerøe

 Nuova Caledonia
- Aircalin
- Air Loyauté

 Nuova Zelanda
- Volcanic Air Safaris

 Panama
- Aeroperlas
- Air Panama

 Polinesia francese
- Air Moorea

 Porto Rico
- CrownAir (San Juan, PR-USA)
- Dorado Wings
- Seaborne Airlines

 Regno Unito
- Loganair quando opera come franchise di British Airways, o, più recentemente, Flybe
- Isles of Scilly Skybus

 Saint-Barthélemy
- St Barth Commuter

 São Tomé e Príncipe
- Air São Tomé and Príncipe

 Seychelles
- Air Seychelles

 Sint Maarten
- Windward Islands Airways

 Stati Uniti
- Air Serv International
- Bridger Aerospace

1 Twin Otter 300 in organico al giugno 2023.
- Continental Express
- Crown Airways (Falls Creek, PA)
- Eastern Metro Express/Metro Airlines (USVI)
- Grand Canyon Airlines
- Pilgrim Airlines
- Scenic Airlines

 Suriname
- Blue Wing Airlines
- Surinam Airways

 Turks e Caicos
- Air Turks & Caicos

 Vanuatu
- Air Vanuatu

 Yemen
- Yemenia Airlines

### Governativi
dati tratti da Aerospaceweb.org
 Argentina
- Policía Federal Argentina

1 DHC-6-400 ordinato a settembre 2019 e consegnato a novembre dello stesso anno.
 Regno Unito
- British Antarctic Survey

 Thailandia
- Royal Thai Police

4 DHC-6-400 (due dei quali dotati di galleggianti) ordinati e tutti consegnati al 17 agosto 2020. Un esemplare è stato perso in un incidente il 25 aprile 2025.
 Stati Uniti
- National Aeronautics & Space Administration (NASA)
- National Oceanic and Atmospheric Administration (NOAA)

4 DHC-6-300 consegnati e in servizio al dicembre 2024.

### Militari
dati tratti da Aerospaceweb.org
 Afghanistan
 Argentina
- Fuerza Aérea Argentina

8 DHC-6 consegnati, aggiornati a standard simile al Twin Otter 400 nel 2015-2018. Sono stati aggiornati ad uno standard simile al Twin Otter 400. L'aggiornamento comprende nuovi motori Pratt & Whitney Canada PT6A-27 da 620shp di potenza, eliche di tipo "Paddle" Hartzell a tre pale, sistemi di frenatura di Cleveland W & B, suite avionica Rockwell Collins comprendente un radar meteo Bendix, navigatore GPS, nonché una nuova cabina di pilotaggio con schermi LCD Garmin e una nuova suite per lecomunicazioni.
- Aviación Naval
- Ejército Argentino

4 DHC-6 consegnati e tutti in servizio al novembre 2018.
 Australia
- Royal Australian Air Force

 Benin
- Force Aérienne Populaire de Benin

 Canada
- Canadian Forces
  - Royal Canadian Air Force (CC-138)

 Cile
- Fuerza Aérea de Chile

 Colombia
- Fuerza Aérea Colombiana

 Rep. Dominicana
- Fuerza Aérea Dominicana

 Ecuador
- Fuerza Aérea Ecuatoriana

4 DHC-6-300 consegnati, 2 in servizio al luglio 2019.
 Emirati Arabi Uniti
- Al-Imarat al-'Arabiyya al-Muttahida

1 DHC-6 consegnato ed in servizio all'ottobre 2019.
 Etiopia
- Ye Ithopya Ayer Hayl

1 DHC-6-300 consegnato ed in servizio al gennaio 2020.
 Francia
- Armée de l'Air

10 DHC-6-300 consegnati, 5 in servizio all'aprile 2020.
- Aviation légère de l'armée de terre

 Giamaica
- Jamaica Defence Force Air Wing

 Guatemala
- Fuerza Aérea Guatemalteca

1 DHC-6 consegnato. Un ulteriore DHC-6, ordinato a gennaio 2025, sarà consegnato entro la fine dello stesso anno.
 Haiti
- Corps d'Aviation d'Garde d'Haiti

 Iraq
- Al-Quwwat al-Jawwiyya al-'Iraqiyya

2 DHC-6-300 consegnati.
 Malaysia
- Tentera Udara Diraja Malaysia

 Paesi Bassi
- Koninklijke Luchtmacht

 Nepal
- Servizio aereo del Regio esercito nepalese

 Norvegia
- Kongelige Norske Luftforsvaret

ritirati dal servizio operativo.
 Panama
- Servicio Nacional Aeronaval (dal 1988)

 Paraguay
- Fuerzas Aéreas Nacional del Paraguay poi
- Fuerza Aérea Paraguaya

 Perù
- Fuerza Aérea del Perú

24 tra DHC-6-100 e DHC-6-300 acquistati a partire dal 1967. 12 DHC-6-400 ordinati a dicembre 2010.
 Senegal
- Armée de l'air du Sénégal

opera con l'unico esemplare della versione 300MR
 Stati Uniti
- United States Air Force

1 UV-18A e 2 UV-18B in servizio al gennaio 2023.
- United States Army

 Sudan
- Al-Quwwat al-Jawwiyya al-Sudaniyya

2 DHC-6-300 in servizio al luglio 2019.
 Svizzera
- Forze aeree svizzere

1 DHC-6-300 acquistato nel 1976.
 Uganda
- Ugandan Air Force

 Venezuela
- Fuerza Aérea Venezolana

 Vietnam
- Hải quân nhân dân Việt Nam

3 DHC-6-400 MPA Guardian acquistati nel 2010 e consegnati nel 2014 equipaggiati con radar EL/M-2022 dell'israeliana Elta. 3 DHC-6-400 da trasporto utility acquistati nel 2010 e consegnati nel 2013.

## Velivoli comparabili
Italia
- Tecnam P2012 Traveller;

 Israele
- IAI Arava;

 Polonia
- PZL-Mielec M-28;

 Spagna
- CASA C-212 Aviocar;